# Elmar Schuberth
Elmar Schuberth (* 3. März 1969 in Velden am Wörther See) ist ein ehemaliger österreichischer Triathlet.

## Werdegang
Der Veldener Elmar Schuberth war als Physiotherapeut im Landeskrankenhaus in Klagenfurt.
2006 musste nach einem Unfall, bei dem er sich eine Mittelfußzertrümmerung zuzog, pausieren.
2007 wurde Schuberth auf Hawaii Ironman-Weltmeister in seiner Altersklasse und 2008 erreichte er auf Malaysia den dritten Rang bei seinem ersten Start als Triathlon-Profi.

## Sportliche Erfolge
| Datum/Jahr   | Rang | Wettbewerb               | Austragungsort | Zeit     | Bemerkung                                                                                   |
| ------------ | ---- | ------------------------ | -------------- | -------- | ------------------------------------------------------------------------------------------- |
| 6. Dez. 2009 | 9    | Laguna Phuket Triathlon  | Phuket         | 02:42:19 | hinter dem deutschen Sieger Jan Frodeno                                                     |
| 9. Juni 2005 | 4    | Erdinger Stadttriathlon  | Erding         | 02:13:40 | bei der 12. Austragung – auf der olympischen Distanz Vierter hinter dem Sieger Lothar Leder |
| 2005         | 9    | UPC Klagenfurt Triathlon | Klagenfurt     | 02:02:14 | bei der 4. Austragung                                                                       |

| Datum/Jahr    | Rang | Wettbewerb                | Austragungsort | Zeit     | Bemerkung |
| ------------- | ---- | ------------------------- | -------------- | -------- | --- |
| 28. Feb. 2009 | 8    | Ironman Malaysia          | Langkawi       | 08:55:24 | Elmar Schuberth finishte eine Minute vor seinem Landsmann Gernot Seidl (Rang 9). |
| 7. Dez. 2008  | 29   | Ironman Western Australia | Busselton      | 09:04:48 | |
| 11. Okt. 2008 | 76   | Ironman Hawaii            | Hawaii         | 09:21:43 | |
| 13. Juli 2008 | 13   | Ironman Austria           | Klagenfurt     | 08:41:19 | mit persönlicher Bestzeit auf der Langdistanz |
| 23. Feb. 2008 | 3    | Ironman Malaysia          | Langkawi       | 09:06:03 | Hinter Faris Al-Sultan und Petr Vabroušek errang Schuberth trotz einer fünfminütigen Zeitstrafe wegen Windschattenfahrens den dritten Rang und er schaffte als sechster Österreicher (nach Kate Allen, Norbert Langbrandtner, Hubert Hammerl, Werner Leitner und Veronika Hauke) den Sprung auf das Ironman-Podest. |
| 13. Okt. 2007 | 32   | Ironman Hawaii            | Hawaii         | 09:04:25 | Nach einer Verletzungspause durch einen Unfall mit Mittelfußzertrümmerung im letzten Jahr kämpfte sich Elmar Schuberth zurück und konnte sich auf Hawaii den Sieg und den Weltmeistertitel in der Gruppe M35-39 sichern.                                                                                            |
| 24. Feb. 2007 | 13   | Ironman Malaysia          | Langkawi       | 09:22:02 | Elmar Schuberth gewinnt in der Altersgruppe 35–39. |
| 15. Okt. 2005 | 99   | Ironman Hawaii            | Hawaii         | 09:19:30 | |
| 1. Mai 2005   | 13   | St. Croix Triathlon       | Saint Croix    | 04:33:22 | |
| 16. Okt. 2004 | 73   | Ironman Hawaii            | Hawaii         | 09:52:39 | |
| 23. Feb. 2003 | 13   | Ironman Malaysia          | Langkawi       | 09:59:38 | |
| 7. Juli 2002  | 13   | Ironman Austria           | Klagenfurt     | 08:49:30 | |
| 1. Juli 2001  | 18   | Ironman Austria           | Klagenfurt     | 08:54:25 | |
| 14. Okt. 2000 |      | Ironman Hawaii            | Hawaii         | 09:55:23 | |
| 23. Juli 2000 | 26   | Ironman Austria           | Klagenfurt     | 08:47:45 | |
| 12. Juli 1999 | 222  | Ironman Austria           | Klagenfurt     | 10:12:35 | |

(DNF – Did Not Finish)